# Обарање (рагби 15)
Обарање (енгл. Tackle), је начин заустављања играча са лоптом од стране одбрамбеног играча у рагбију. Рагби је контактни спорт, али са строгим ограничењима, да би се опасност од повреда свела на минимум. Забрањени су високо обарање (енгл. High tackle), ашов (енгл. Spear tackle) и бодичек (енгл. Body check).